# المزينة (عفرين)
المزينة (ارندة) قرية سوريّة تتبع إداريّاً لمحافظة حلب منطقة عفرين ناحية شيخ الحديد، بلغ تعداد سكانها 1,184 نسمة حسب التعداد السكاني لعام 2004.